# Метью Дір
Метью  Дір (4 квітня,1979, Кінгсвілл, Техас, США)  американський музичний продюсер, ді-джей і електронний музикант.

## Біографія
Народившись у Техасі,  Дір в підлітковому віці переїхав до Мічигану,  де був натхненний звучанням детройт-техно.  Навчаючись у Мічиганському університеті, зустрів на одній з вечірок  Сема Валенті IV, після чого обоє започаткували рекординговий лейбл Ghostly international,  через спільну любов до електронної музики.
Першим синглом  Діра був "Hands Up For Detroit" 1999-го року (спродюсований спільно з геттотех  піонером Disco D, який виступав під псевдонімом Daisha).  Наступні сингли, такі як "Stealing Moves" і успішний в чартах  "Mouth to Mouth" (як Audion) були випущені на  Spectral Sound,  дочірньому лейблі Ghostly international, який спеціалізується на танцювальній музиці.
Перший альбом Метью Діра Leave Luck to Heaven з’явився у 2003-му і був схвально сприйнятий критиками,  як новаторська суміш попу і мінімал-техно,  а сингл з нього  "Dog Days"  став одним з бестселерів Spectral Sound і фаворитом таких  інтернаціональних  ді-джеїв, як Richie Hawtin. 
Наступним став альбом Backstroke  2004-го року. Також він почав працювати під псевдонімом Audion,  на додаток до False і Jabberjaw.
В 2007-му, Метью Дір випускає альбом Asa Breed і разом з власною групою Matthew Dear's Big Hands  розпочинає турне Штатами на його підтримку, а також Європою виступаючи на розігріві у Hot Chip.  2008-го вийшов повторний реліз Asa Breed під назвою Asa Breed Black Edition, який додатково містив 5 нових пісень, включаючи ремікс на трек Don & Sherri від Hot Chip.
Четвертий альбом Black City був випущений 17 серпня 2010-го. Його концепцією став футуристичний метрополіс, що ніколи не спить.
У 2010-му Метью Дір відкривав перших три виступи гурту Interpol у Британії.
У 2013-му заплановано п'ять виступів на розігріві у гурту Depeche Mode в їх Delta Machine Tour, і серед них один 29-го червня на НСК Олімпійському у Києві.

## Вплив
Серед тих хто справив на нього вплив, Дір перелічував Браяна Іно, Talking Heads, Девіда Боуї, Adonis, Nitzer Ebb і Roman Flügel (гурт Alter Ego)

## Дискографія

### Як Matthew Dear
Альбоми
- 2003 Leave Luck to Heaven (Spectral Sound)
- 2004 Backstroke  (Spectral Sound)
- 2007 Asa Breed (Ghostly International)
- 2008 Asa Breed Black Edition (Ghostly International)
- 2010 Black City (Ghostly International)
- 2012 Beams  (Ghostly International)

EP
- 2003 EP1 (Spectral Sound)
- 2003 EP2 (Spectral Sound)
- 2007 Don and Sherri (Ghostly International)
- 2012 Headcage

Сингли
- 2000 Irreparably Dented (Spectral Sound)
- 2001 Stealing Moves (Spectral Sound)
- 2003 Dog Days (Spectral Sound)
- 2004 Anger Management / Future Never Again (Spectral Sound)
- 2007 Deserter  (Ghostly International)

Збірки
- 2008 Beginning of the End: Spectral Sound Singles (Spectral Sound)

#### Треки присутні
- 2003 Idol Tryouts: Ghostly International Vol. 1 (Ghostly International)
- 2003 State of the Union EP (Spectral Sound)
- 2005 Spectral Sound Vol. 1 (Spectral Sound)
- 2006 Idol Troyouts: Ghostly International Vol. 2 (Ghostly International)
- 2007 Чак (телесеріал)  сезон 1, епізод 4 (NBC)
- 2007 Пліткарка (телесеріал)  сезон 1, епізод 1
- 2008 Life Beyond Mars: Bowie Covered